# Souimanga menu
Leptocoma minima
Espèce
Statut de conservation UICN

 LC  : Préoccupation mineure
Le Souimanga menu (Leptocoma minima) est une espèce d'oiseaux de la famille des Nectariniidae.

## Description

### Morphologie
Cet oiseau peut atteindre une taille de 8 cm pour un poids de 4 à 6 g. 
La femelle adulte a un dessus olive. Les couvertures alaires et les rémiges sont brun foncé avec des bordures jaune-olive. Les sous-caudales et le croupion sont bordeaux foncé. Les parties inférieures sont jaune fade. Les pattes et le bec sont noirâtres  et les iris sont brun foncé. 
Le mâle adulte a un capuchon à reflets verts. Les côtés de la face sont noirâtres. Le dos et les épaules ont une couleur rouge métallique. La queue et les ailes présentent une teinte brun avec un éclat lilas. Le croupion est violet métallique. La gorge est violet pur. Le haut de la poitrine est entouré d'un large collier noirâtre. Les flancs sont blanc grisâtre. L'abdomen est jaune terne. Le bec et les pattes sont d'un noirâtre plus foncé que chez la femelle. Les iris sont brun sombre. 
Les juvéniles ressemblent aux femelles, mais ils présentent un dessous plus jaunâtre.  

### Alimentation
Les Souimangas menus se nourrissent de nectar, d'insectes et d'araignées. Ces oiseaux sont attirés par les plantes du genre erythrina et par les touffes de gui. Ces plantes dépendent des oiseaux pour leur pollinisation.

### Reproduction
Le nid est construit avec des fibres, des toiles d'araignée et des mousses. La ponte comprend souvent 2 œufs blancs, avec un anneau de tâches rouge foncé. L'incubation dure de 18 à 19 jours. Les mâles apportent une forte contribution dans le nourrissage des oisillons.

## Répartition et habitat
Son aire s'étend de manière dissoute à travers les Ghats occidentaux. Quelques nids ont été découverts au Sri Lanka.
On peut les trouver de 300 à 2,100 mètres d'altitude. Ils fréquentent les forêts et les scholas (parcelles d'arbres desséchés que l'on trouve dans les vallées et les régions montagneuses). Ils vivent surtout dans les zones légèrement accidentées. On peut également les apercevoir dans les jardins situés dans les collines et dans les zones ombragées des plantations de café et de thé.